# Hypogeococcus othnius
Hypogeococcus othnius är en insektsart som beskrevs av Miller och Mckenzie 1971. Hypogeococcus othnius ingår i släktet Hypogeococcus och familjen ullsköldlöss. Inga underarter finns listade i Catalogue of Life.